# Minuma-ku

Minuma-ku em Saitama.

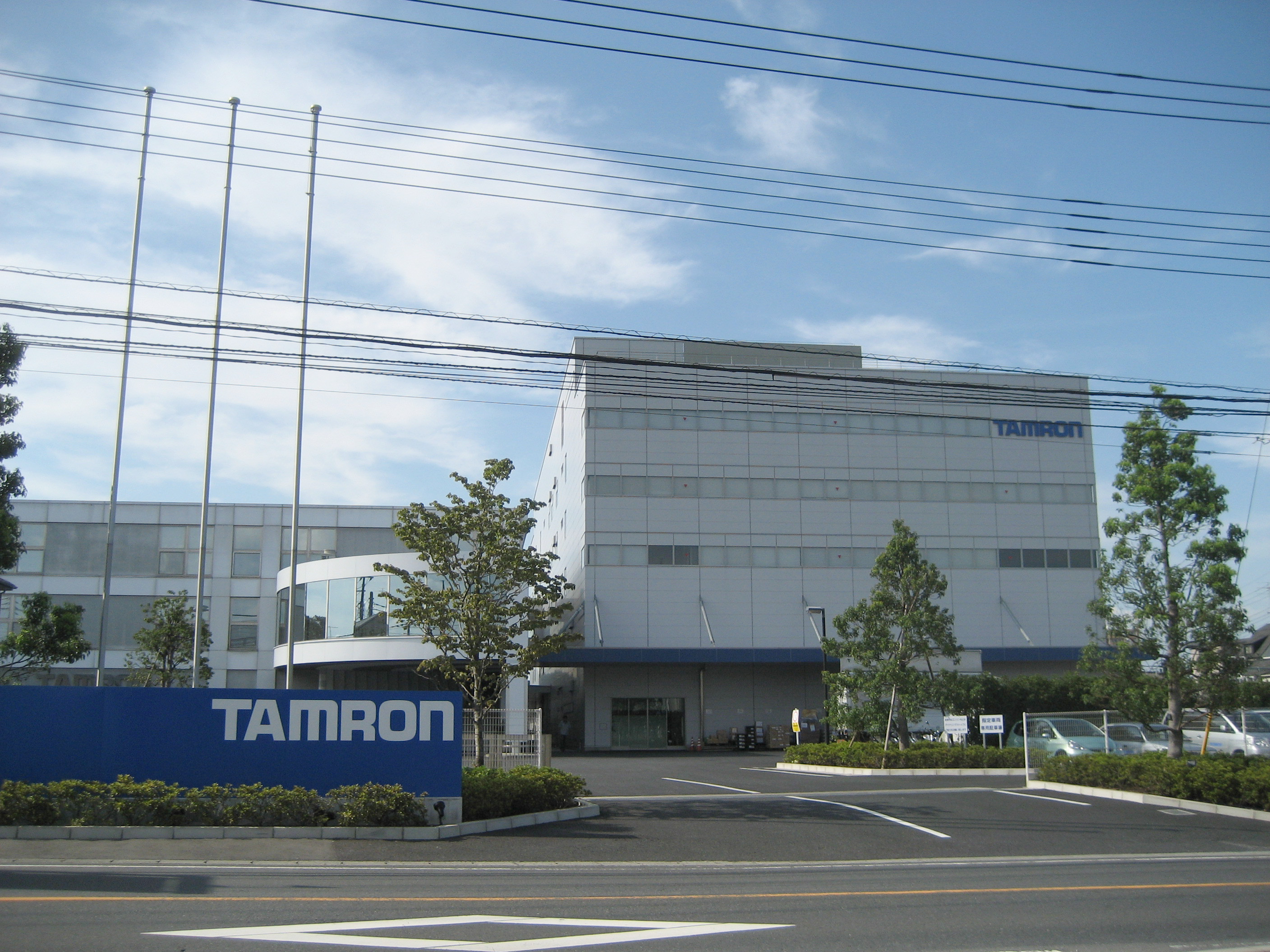
A sede da Tamron em Minuma-ku.

Minuma-ku (見沼区) é uma região da cidade de Saitama, no Japão, ocupando a parte norte da cidade.